# Panzerbrigade 42
Die Panzerbrigade 42 „Brandenburg“ (PzBrig 42) war eine Brigade des Heeres der Bundeswehr von 1991 bis 2003. Der Großverband gehörte zur 13. Panzergrenadierdivision und war in Brandenburg und Berlin stationiert, mit Stab in der Havelland-Kaserne in Potsdam.

## Geschichte
Die alte Panzerbrigade 42 wurde aus Teilen der 1. Motorisierten Schützendivision der aufgelösten Nationalen Volksarmee der DDR als Heimatschutzbrigade 42 aufgestellt und bekam den Beinamen „Brandenburg“ verliehen. 1995 wurde die Brigade in Panzerbrigade 42 umbenannt. 1997 wurde die Brigade dem Wehrbereichskommando VII / 13. Panzergrenadierdivision unterstellt. Danach war die Brigade in der Bundeswehrstruktur Neues Heer für neue Aufgaben eine teilaktive Brigade der Hauptverteidigungskräfte. 1996 wurde die unterstellte Panzerjägerkompanie aufgelöst und dafür den unterstellten Panzergrenadierbataillonen je ein Panzerjägerzug (HOT) eingegliedert. Außerdem waren ein Kraftfahrausbildungszentrum sowie ein SIRA-Stützpunkt (Simulationssystem für Rahmenübungen) unterstellt. 1997 unterstanden der Brigade weiterhin das Panzergrenadierbataillon 421 (Brandenburg an der Havel), das Panzergrenadierbataillon 422 (Brandenburg an der Havel), das Panzerbataillon 423 (Brück), das Panzerbataillon 424 (Brück), das Panzerartilleriebataillon 425 (Lehnitz), die Panzerpionierkompanie 420 (Lehnitz) und das Jägerbataillon 581. Das Jägerbataillon 581 wurde im Herbst 1997 in Jägerbataillon 1 Berlin umbenannt und verließ die Brigade zum Standortkommando Berlin. Die Brigade stellte 1999/2000 Soldaten für das 3. KFOR-Kontingent (GECONKFOR, German Contingent KFOR) auf dem Balkan. 2001/2002 war die Brigade als 4. GECONKFOR im Kosovo und in Mazedonien eingesetzt. 2002 leistete die Brigade Hilfe beim Hochwasser an der Oder. Das Panzerbataillon 423 und die Panzerpionierkompanie 420 wurden Ende 2002 aufgelöst. Zum 1. Januar 2003 wechselten das Panzergrenadierbataillon 421 und das Panzerartilleriebataillon 425 zur Panzergrenadierbrigade 1. Die Brigade wurde zum 30. Juni 2003 aufgelöst. Der Appell zur Auflösung erfolgte bereits am 4. Dezember 2002.
Am 6. November 2023 gab das Bundesministerium der Verteidigung die Entscheidung des Bundesministers Boris Pistorius bekannt, dass die Brigade, die neu aufgestellt und in Litauen dauerhaft stationiert werden soll, den Namen Panzerbrigade 42 erhalten wird. Anfang 2024 entschied der Inspekteur des Heeres Alfons Mais jedoch, den bislang nicht vergebenen Namen Panzerbrigade 45 für die Litauenbrigade zu vergeben.

## Kommandeure
Die Kommandeure der Brigade waren (Dienstgrad bei Kommandoübernahme):
| Nr. | Name                                 | Beginn der Berufung | Ende der Berufung  |
| --- | ------------------------------------ | ------------------- | ------------------ |
| 5.  | Oberst Horst-Heinrich Brauß          | 9. Februar 2001     | 30. Juni 2003      |
| 4.  | Oberst Roland Kather                 | 26. März 1999       | 8. Februar 2001    |
| 3.  | Oberst Justus Gräbner                | 27. April 1995      | 25. März 1999      |
| 2.  | Oberst Karl-Heinz Lather             | 24. September 1993  | 26. April 1995     |
| 1.  | Oberst Friedrich Freiherr von Senden | 27. März 1991       | 23. September 1993 |

## Verbandsabzeichen
Das Verbandsabzeichen der Brigade zeigte den Märkischen Adler im silbernen Feld, der in der heraldischen Darstellung wie im Wappen vom Land Brandenburg abgebildet ist. Das eigentliche Wappenschild unter dem silbernen Feld war rot-weiß und entsprach damit der Flagge Brandenburgs. Damit wies die Panzerbrigade 42 sowie alle sechs „neuen“ Brigaden mit Stationierungsort in den neuen Ländern ein ganz eigenes heraldisches Motiv auf, das nicht das Symbol der ursprünglich übergeordneten Division aufgriff, so wie dies bei den ersten 36 Brigaden des Heeres üblich war. Eine Erklärung hierfür mag auch sein, dass die Brigade zunächst als Heimatschutzbrigade ohne Zuordnung zu einer Felddivision aufgestellt wurde. Daher war auch der Rand des Brigadeabzeichens von einer silbernen Kordel mit eingeflochtenem schwarzen Faden eingefasst, obwohl diese Einfassung bis 1990 den Division vorbehalten war.